# Filípico (general)
Filípico (em grego: Φιλιππικός; romaniz.: Philippikos; fl. década de 580 – década de 610) foi um general bizantino, conde dos excubitores e cunhado do imperador Maurício (r. 582–602). Sua carreira de sucesso como general se estendeu por várias décadas, principalmente combatendo o Império Sassânida.

## Biografia

### A serviço de Maurício

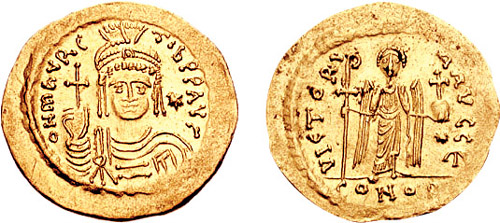
Soldo de Maurício r.

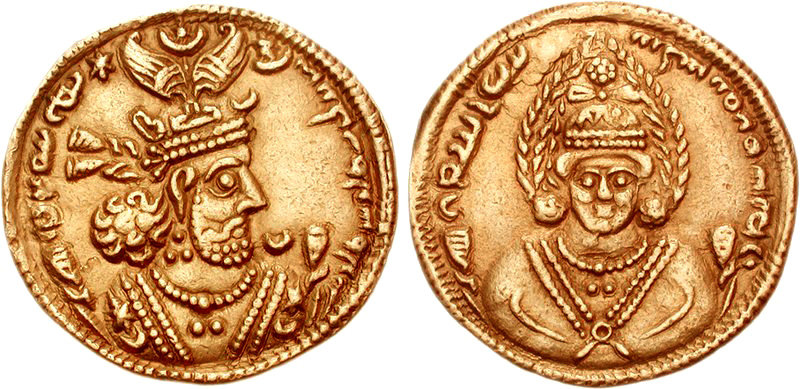
Dinar de ouro de r.

Pouco se sabe sobre os primeiros anos de Filípico. Era casado com a irmã de Maurício, Górdia, provavelmente desde 583 e, em algum momento, foi alçado ao poderoso estatuto de patrício. Por volta da mesma época, foi nomeado conde dos excubitores (comandante dos excubitores, a guarda pessoal do imperador) e, em 584, substituiu João Mistacão como mestre dos soldados do Oriente (magister militum per Orientem), tornando-se, assim, o responsável pela condução da guerra em andamento contra os persas do Império Sassânida. Comandou diversas campanhas em 584 e 585, arrasando as planícies perto de Nísibis e chegando até as regiões de Arzanena e à Mesopotâmia oriental. No mesmo período, tentou ativamente melhorar a disciplina e a eficiência das tropas.
Passou o inverno de 585-586 em Constantinopla, retornando ao seu quartel-general em Amida na primavera. Depois que as propostas de paz persas foram rejeitadas, avançou com suas tropas até a fronteira, onde derrotou uma força inimiga superior, comandada por Cardarigano, na Batalha de Solacão. Invadiu e saqueou Arzanena e cercou a fortaleza de Clomaro. Porém, a aproximação de uma força persa provocou pânico entre os bizantinos, que fugiram desordenadamente para território amigo. Ali, provavelmente por conta de uma enfermidade, entregou o comando de seu exército para o seu hipoestratego (segundo em comando), Heráclio, o pai do futuro imperador Heráclio. Na primavera de 587, estava novamente doente e não conseguiu liderar a campanha pessoalmente. Dois terços de seu exército ficaram sob o comando de Heráclio e o restante sob os oficiais Teodoro e André, tendo ambas as forças invadido o território persa. Sem participar de nenhuma campanha naquele ano, seguiu de volta à capital no inverno. No caminho, soube que havia sido substituído por Prisco.

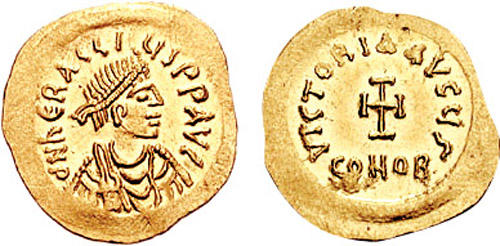
Tremisse de Heráclio r.

Porém, quando Prisco chegou ao oriente, os soldados se recusaram a obedecê-lo e elegeram o duque da Fenícia Libanense, Germano, como seu comandante. Filípico, que logo foi renomeado como comandante do oriente, só pôde assumir o comando após este motim ter sido debelado pela intervenção do patriarca de Antioquia Gregório I (r. 571–593). Após uma reconciliação pública com suas tropas, iniciou uma campanha no verão de 589 contra a cidade de Martirópolis, que havia caído em mãos persas recentemente através da deserção de um oficial bizantino chamado Sitas. Contudo, não foi capaz de retomá-la e foi derrotado por uma força persa liderada por Mebodes e Afraates. Após este novo fracasso, foi substituído por Comencíolo. Com exceção de uma missão diplomática, em 590, ao deposto xainxá Cosroes II (r. 590–628), que havia se refugiado em território bizantino, desapareceu das fontes por diversos anos. Em 598, foi nomeado general por um breve período durante as campanhas balcânicas de Maurício e algumas fontes creditam a ele uma vitória sobre os ávaros na Trácia, embora seja muito provável que se trate de uma confusão entre ele e Prisco.

### A serviço de Heráclio

Campanhas militares dos sassânidas

Em algum momento do ano de 602, alguma suspeita recaiu sobre ele sobre uma conspiração contra o imperador Maurício, principalmente por que uma profecia teria afirmado que o nome do sucessor de Maurício iniciaria com a letra Φ (phi). E, de fato, logo depois, Maurício foi deposto e assassinado numa revolta liderada por Focas. Como um dos generais mais próximos de Maurício, Filípico foi tonsurado e forçado a entrar para um mosteiro em Crisópolis. Ainda estava lá quando Heráclio depôs Focas em 610 e foi enviado como emissário do novo imperador para negociar com o irmão de Focas, Comencíolo, que comandava na época o exército do oriente. Foi preso por Comencíolo e estava para ser executado, mas foi salvo quando o próprio general rebelde foi morto. Em 612, foi novamente nomeado por Heráclio como mestre dos soldados do Oriente, substituindo Prisco, que caiu em desgraça, e realizou campanhas contra os persas na Armênia. Em 614, quando um exército persa sob Saíno invadiu a Anatólia e alcançou a Calcedônia no Bósforo, invadiu a Pérsia na esperança de forçar Saíno a recuar para confrontá-lo. Morreu logo depois e foi enterrado numa igreja que ele mesmo construiu em Crisópolis.

## Possível autor doEstratégico
Como um dos principais generais de sua época e tendo à disposição tempo e oportunidade para tê-lo escrito depois de 603 - período que esteve no mosteiro - é um dos possíveis autores do tratado militar bizantino conhecido como Estratégico, tradicionalmente atribuído a Maurício.